# Campeonato Paranaense de Futsal Feminino de 2013
O Campeonato Paranaense de Futsal Feminino de 2013, é a 7ª edição da principal divisão do futsal feminino no Paraná. A disputa ocorreu entre 9 clubes, sob organização da Federação Paranaense de Futsal.
O Cianorte, se sagrou campeão ao derrotar o tetracampeão Paraná Clube na final, conquistando pela primeira vez o título estadual, garantiu também vaga na Taça Brasil de 2013, competição que reúne todos os campeões estaduais do país.

## Regulamento[2]
O Campeonato Paranaense de Futsal Feminino 2013, foi disputado em três fases com o início previsto para o dia 15 de junho e término em 9 de novembro.
Primeira Fase
As nove equipes jogaram em turno e returno, com jogos de ida e volta, classificando-se as 4 mais bem colocadas para a etapa seguinte;
Segunda Fase (Semi-Final)
Os quatro classificados, foram divididos em duas chaves, jogando em Play-Off eliminatório de duas partidas, e em caso de empate ou vitórias alternadas três, persistindo a igualdade na terceira partida, a equipe de melhor campanha tem a vantagem do empate, para ficar com a vaga. As melhores posicionadas da Primeira Fase, jogaram a segunda partida em casa, assim como a terceira se esta for necessária. Classificaram-se para à Terceira Fase (Final) as equipes vencedoras de cada chave.
Terceira Fase (Final)
Os dois times vencedores, disputaram a grande final do torneio a fim de definir o campeão da edição. A decisão ocorreu em duas partidas, e em caso de empate ou vitórias alternadas três, persistindo a igualdade na terceira partida, a equipe de melhor campanha tem a vantagem do empate, para ficar com o título. O melhor posicionado da Primeira Fase, jogou a segunda partida em casa, assim como a terceira se esta for necessária.
Critérios de Desempate
1. Equipe de melhor índice técnico (soma dos pontos ganhos);
2. Confronto direto somente quando envolver duas equipes na Fase;
3. Gol Average: O número de gols marcados dividido pelo número de gols sofridos, classifica a equipe que obtiver o maior quociente;
4. Menor média de gols sofridos na Fase (número de gols sofridos divididos pelo número de jogos);
5. Maior média de gols marcados na Fase (número de gols feitos dividido pelo número de jogos);
6. Maior saldo;
7. Sorteio.

## Participantes em2013
| Clube         | Cidade         | Em 2012         | Ginásio                | Títulos (mais recente) |
| ------------- | -------------- | --------------- | ---------------------- | ---------------------- |
| Aquarius      | Telêmaco Borba | 3º (Paranaense) | Heitor Alencar Furtado | 0 (não possui)         |
| Cianorte      | Cianorte       | 2º (Paranaense) | Tancredo Neves         | 0 (não possui)         |
| Corbélia      | Corbélia       | Inativo         | José Richa             | 0 (não possui)         |
| Guarapuava    | Guarapuava     | 5º (Paranaense) | Joaquim Prestes        | 0 (não possui)         |
| Londrina      | Londrina       | Licenciado      | Moringão               | 4 (último em 2010)     |
| Maringá       | Maringá        | Inativo         | Chico Neto             | 0 (não possui)         |
| Paraná Clube  | Curitiba       | 1º (Paranaense) | Paraná Clube           | 2 (último em 2012)     |
| Pato Futsal1  | Pato Branco    | 6º (Paranaense) | Dolivar Lavarda        | 0 (não possui)         |
| Prudentópolis | Prudentópolis  | Inativo         | Gilmar Agibert         | 0 (não possui)         |

- 1 O Pato Futsal desistiu de jogar o Estadual.

## Primeira Fase
| Pos | Times         | Pts | J  | V  | E | D  | GP | GC  | SG  | GA   | %     | Classificação |
| --- | ------------- | --- | -- | -- | - | -- | -- | --- | --- | ---- | ----- | ------------- |
| 1   | Cianorte      | 37  | 14 | 12 | 1 | 1  | 77 | 18  | 59  | 4,28 | 88,1% | Classificados |
| 2   | Paraná Clube  | 28  | 14 | 9  | 1 | 4  | 65 | 35  | 30  | 1,86 | 66,7% | Classificados |
| 3   | Londrina      | 25  | 14 | 8  | 1 | 5  | 58 | 33  | 25  | 1,76 | 59,2% | Classificados |
| 4   | Prudentópolis | 25  | 14 | 8  | 1 | 5  | 54 | 35  | 19  | 1,54 | 59,2% | Classificados |
| 5   | Aquarius      | 23  | 14 | 7  | 2 | 5  | 46 | 34  | 12  | 1,35 | 54,6% | Eliminados    |
| 6   | Guarapuava    | 19  | 14 | 5  | 4 | 5  | 35 | 31  | 4   | 1,13 | 45,4% | Eliminados    |
| 7   | Maringá       | 3   | 14 | 1  | 0 | 13 | 25 | 86  | -61 | 0,29 | 7,4%  | Eliminados    |
| 8   | Corbélia      | 3   | 14 | 1  | 0 | 13 | 19 | 107 | -88 | 0,18 | 7,4%  | Eliminados    |

### Confrontos
Para ler a tabela, a linha horizontal representa os jogos da equipe como mandante. A coluna vertical indica os jogos da equipe como visitante.
|               | AQU | CIA  | COR  | GUA | LON | MAR  | PAR | PRU |
| ------------- | --- | ---- | ---- | --- | --- | ---- | --- | --- |
| Aquárius      | —   | 4-6  | 1-wo | 4-1 | 3-4 | 7-3  | 3-3 | 4-1 |
| Cianorte      | 2-1 | —    | 10-0 | 5-1 | 2-0 | 11-0 | 5-0 | 5-1 |
| Corbélia      | 1-8 | 0-16 | —    | 0-8 | 0-9 | 6-5  | 4-8 | 2-7 |
| Guarapuava    | 1-1 | 2-2  | 1-wo | —   | 2-3 | 8-3  | 1-2 | 1-1 |
| Londrina      | 1-2 | 1-2  | 9-0  | 3-3 | —   | 9-1  | 5-2 | 2-1 |
| Maringá       | 2-3 | 1-5  | 5-1  | 0-3 | 2-6 | —    | 0-6 | 1-6 |
| Paraná Clube  | 5-3 | 3-4  | 13-2 | 5-0 | 7-3 | 5-1  | —   | 5-1 |
| Prudentópolis | 4-2 | 4-2  | 7-3  | 2-3 | 6-3 | 10-1 | 3-1 | —   |

| Vitória do mandante; Vitória do visitante; Empate. |

### Desempenho por rodada
Clubes que lideraram o campeonato ao final de cada rodada
| Rodadas | Rodadas | Rodadas | Rodadas | Rodadas | Rodadas | Rodadas | Rodadas | Rodadas | Rodadas | Rodadas | Rodadas | Rodadas | Rodadas |
| ------- | ------- | ------- | ------- | ------- | ------- | ------- | ------- | ------- | ------- | ------- | ------- | ------- | ------- |
| 1       | 2       | 3       | 4       | 5       | 6       | 7       | 8       | 9       | 10      | 11      | 12      | 13      | 14      |
| PAR     | PAR     | PAR     | PAR     | PAR     | PAR     | PAR     | PAR     | PAR     | CIA     | CIA     | CIA     | CIA     | CIA     |

Clubes que ficaram na última posição do campeonato ao final de cada rodada
| Rodadas | Rodadas | Rodadas | Rodadas | Rodadas | Rodadas | Rodadas | Rodadas | Rodadas | Rodadas | Rodadas | Rodadas | Rodadas | Rodadas |
| ------- | ------- | ------- | ------- | ------- | ------- | ------- | ------- | ------- | ------- | ------- | ------- | ------- | ------- |
| 1       | 2       | 3       | 4       | 5       | 6       | 7       | 8       | 9       | 10      | 11      | 12      | 13      | 14      |
| COR     |         |         |         |         |         |         |         |         |         |         |         |         |         |

## Play-Offs
|  | Semifinais         | Semifinais   |       |  | Final              | Final |  |
|  |                    |              |       |  |                    |       |  |
|  | 05 e 12 de outubro |              |       |  |                    |       |  |
|  | Cianorte           | 5 (6)        |       |  |                    |       |  |
|  | Prudentópolis      | 1 (1)        |       |  |                    |       |  |
|  |                    |              |       |  |                    |       |  |
|  |                    |              |       |  | 19 e 26 de outubro |       |  |
|  |                    |              |       |  | Cianorte           | 3 (6) |  |
|  |                    | Paraná Clube | 2 (0) |  |                    |       |  |
|  |                    |              |       |  |                    |       |  |
|  |                    |              |       |  |                    |       |  |
|  |                    |              |       |  |                    |       |  |
|  | 05 e 12 de outubro |              |       |  |                    |       |  |
|  | Paraná Clube       | 2 (5)        |       |  |                    |       |  |
|  | Londrina           | 2 (1)        |       |  |                    |       |  |

## Final

### Primeiro jogo
| 19 de outubro | Paraná Clube                    | 2 - 3     | Cianorte                            | Ginásio do Paraná Clube, Curitiba |
| 19:00 (UTC−3) | Thais 35:02' · Franciele 35:50' | Relatório | Duda 08:10' 31:26' · Andreia 11:17' | Árbitro: Maria Fernanda Petrelli Árbitro2: Ana Carolina Mazzetti Carbonar Cronometrista:Luzia Rosa da Silva Anotador: Henrique Santos Rigo |

### Segundo jogo
| 26 de outubro | Cianorte                                                               | 6 - 0     | Paraná Clube | Ginásio Tancredo Neves, Cianorte |
| 20:00 (UTC−3) | Amandinha 06:52' 28:49' 30:54' · Duda 06:52' 35:21' · Raphaella 14:55' | Relatório |              | Árbitro: Katiucia Meneguzzi dos Santos Árbitro2:Regina Celia da Mota Cronometrista:Elaine Aparecida Martins Anotador:Robson Zambrana de Macedo |

## Artilharia
| Gols | Jogador   | Time          |
| ---- | --------- | ------------- |
| 26   | Raphaella | Cianorte      |
| 20   | Andreia   | Cianorte      |
| 20   | Letícia   | Londrina      |
| 20   | Duda      | Cianorte      |
| 17   | Amandinha | Cianorte      |
| 15   | Thais     | Paraná Clube  |
| 14   | Roberta   | Paraná Clube  |
| 14   | Jessica   | Londrina      |
| 13   | Patricia  | Paraná Clube  |
| 13   | Ellen     | Prudentópolis |
| 13   | Diessica  | Maringá       |
| 11   | Emilly    | Aquarius      |
| 10   | Cintia    | Paraná Clube  |
| 9    | Damiana   | Prudentópolis |

## Premiação
| Campeonato Paranaense de Futsal Feminino de 2013             |
| ------------------------------------------------------------ |
| Cianorte Associação de Futsal e Esportes Campeão (1º título) |

Os seguintes prêmios foram designados no torneio:
| Artilheira           | Melhor Goleira da competição |
| -------------------- | ---------------------------- |
| Raphaella (Cianorte) | Bianca (Cianorte)            |

## Classificação Geral
| Pos | Times         | Pts | J  | V  | E | D  | GP | GC  | SG  | GA   | %     | Classificação               |
| --- | ------------- | --- | -- | -- | - | -- | -- | --- | --- | ---- | ----- | --------------------------- |
| 1   | Cianorte      | 49  | 18 | 16 | 1 | 1  | 97 | 22  | 75  | 4,40 | 90,4% | Finalistas                  |
| 2   | Paraná Clube  | 32  | 18 | 10 | 2 | 6  | 74 | 47  | 27  | 1,57 | 59,6% | Finalistas                  |
| 3   | Londrina      | 26  | 16 | 8  | 2 | 6  | 61 | 40  | 21  | 1,52 | 54,7% | Eliminados nas semifinais   |
| 4   | Prudentópolis | 25  | 16 | 8  | 1 | 7  | 56 | 46  | 10  | 1,21 | 52,3% | Eliminados nas semifinais   |
| 5   | Aquarius      | 23  | 14 | 7  | 2 | 5  | 46 | 34  | 12  | 1,35 | 54,6% | Eliminados na Primeira Fase |
| 6   | Guarapuava    | 19  | 14 | 5  | 4 | 5  | 35 | 31  | 4   | 1,13 | 45,4% | Eliminados na Primeira Fase |
| 7   | Maringá       | 3   | 14 | 1  | 0 | 13 | 25 | 86  | -61 | 0,29 | 7,4%  | Eliminados na Primeira Fase |
| 8   | Corbélia      | 3   | 14 | 1  | 0 | 13 | 19 | 107 | -88 | 0,18 | 7,4%  | Eliminados na Primeira Fase |